# 大德科學園區
大德科學園區（韓語：대덕연구개발특구 / 大德硏究開發特區）是一座位於大韓民國大田廣域市儒城區的科學園區。大德科学园区成立于1974年，是韩国最大的科学园，被称为“韩国科技的摇篮”和“新技术的孵化器”。2005年，韩国开始实施《大德研究开发特区培育特别法》，以大德科学园为中心联合大德科技谷、大德产业基地和政府其它开发区建立“大德研究开发特区”:213:153-155。
截至2007年9月，大德研究开发特区已经汇聚了包括韩国科学技术院、韩国电子通信研究院、韩国原子能研究院、韩国生命工学研究院、韩国航空宇宙研究院、忠南大学等6所高校、70多个政府资助研究机构和2000余家高科技企业。韩国国内10%的理工科博士级研究人员，23%的科研设施都云集在此。韩国每年35%的国家研发预算被投入到大德。截至2009年，大德已经形成信息技术（IT）、生物技术（BT）、纳米技术（NT）和辐射技术（RT）等产业集群带。64兆位芯片、断层摄像机、肾脏碎石机、黑猩猩基因组图、超薄膜分析技术、CDMA技术的商业化、阿里郎1号科学卫星等韩国国家级重大科研成果都出自于大德科学园区:213:153-155。